# Banatsko Karađorđevo
Banatsko Karađorđevo (cyr. Банатско Карађорђево) – wieś w Serbii, w Wojwodinie, w okręgu środkowobanackim, w gminie Žitište. W 2011 roku liczyła 2091 mieszkańców.